# Cantonul Thionville-Est
Cantonul Thionville-Est este un canton din arondismentul Thionville, departamentul Moselle, regiunea Lorena, Franța.